# Лапити
Лапити (грч. Λαπίθες) су у грчкој митологији били племе које је у прво време настањивало север Тесалије, а потом се проширило ка југу до Пелопонеза и истоку до Родоса и Крита.

## Етимологија
Име Лапита можда потиче од речи lapicidae што би значило „комадићи кремена“.

## Митологија
Лапити се помињу као јунаци који су учествовали у кентауромахији, лову на Калидонског вепра и походу Аргонаута. Главни јунаци су били Кенеј и Пиритој, а многи каснији хероји и чланови угледних породица потицали су баш из овог племена. Према Диодору и Хомеровој „Илијади“, предак Лапита је био Лапит, син Аполона и Стилбе, брат кентаура. Био је ожењен Орсиномом, са којом је имао синове Форбанта, Триопа и Перифанта.

## У уметности
Најчешће су приказивани у кентауромахији. Једна од најзначајнијих грађевина у Алтису, храм бога Зевса има мермерне украсе, који између осталог приказују и борбу Лапита и Кентаура у присуству бога Аполона.